# District de Longwy
Le district de Longwy est une ancienne division territoriale française du département de la Moselle de 1790 à 1795.
Il était composé des cantons de Longwy, Aumetz, Charency, Landres, Longuyon et Villers la Montagne.